# Antonio Franchi (cyclisme)
Pour le  peintre italien baroque, voir Antonio Franchi. Pour les homonymes, voir Franchi.
Antonio Franchi, né le 10 avril 1936 à Sant'Onofrio (Abruzzes) et mort le 28 juillet 2019 à Teramo (Abruzzes), est un coureur cycliste italien, professionnel de 1961 à 1966

## Palmarès
- 1957
  - Coppa del Re
- 1961
  - 7e de la Coppa Sabatini
- 1963
  - 8e du Tour de la province de Reggio de Calabre

## Résultats sur les grands tours

### Tour d'Italie
4 participations
- 1961 : 80e
- 1962 : 41e
- 1963 : 69e
- 1964 : 70e

### Tour de France
1 participation
- 1964 : 46e